# Попков, Борис Захарович
Борис Захарович Попков (1921—1987) — советский военный лётчик. Герой Советского Союза (1964). Заслуженный лётчик-испытатель СССР (1966). Полковник (1960).

## Биография
Борис Захарович Попков родился 10 июля 1921 года в селе Острожное Медынского уезда Калужской губернии РСФСР (ныне село Дзержинского района Калужской области Российской Федерации) в крестьянской семье. Русский. После окончания 10 классов уехал в Москву. Прошёл обучение в Пролетарском аэроклубе Осоавиахима. В июне 1940 года Б. З. Попков был призван в ряды Рабоче-крестьянской Красной Армии и направлен в Стрыйскую военную школу пилотов. После завершения начальной программы обучения в ноябре 1940 года Борис Захарович получил направление в Фастовскую военную авиационную школу пилотов, которую окончил в 1941 году. Затем последовала учёба в Черниговской военной авиационной школе пилотов, курсантом которой Б. З. Попков являлся к началу Великой Отечественной войны.
В первые месяцы войны Черниговская ВАШП дала фронту 1285 лётчиков, но Б. З. Попков в их число не попал. В июле 1941 года он участвовал в эвакуации школы в город Зерноград Ростовской области, а в ноябре 1941 года в Туркмению. В декабре 1941 года младший лейтенант Попков как один из лучших выпускников был оставлен в школе лётчиком-инструктором. В годы войны Борис Захарович занимался подготовкой лётчиков на истребителях Як-1 и Як-7. Всего за годы войны школа подготовила 2230 лётчиков-истребителей, 14 из которых были удостоены звания Героя Советского Союза. И в этом была немалая заслуга лётчика-инструктора Б. З. Попкова. В 1943 году ему было присвоено звание лейтенанта. После окончания Великой Отечественной войны Б. З. Попков продолжил службу в школе, которая в сентябре 1945 года была переименована в Черниговское военное авиационное училище. Однако уже в июле 1946 года училище было расформировано. Бориса Захаровича произвели в старшие лейтенанты и направили лётчиком-инструктором в Люберецкую высшую офицерскую школу воздушного боя, в которой он преподавал до 1947 года. В 1947—1948 году он служил лётчиком-инструктором 1-го Учебно-методического центра ВВС на авиабазе Сейма в Горьковской области, где занимался подготовкой лётно-технического состава строевых частей военно-воздушных сил СССР практической эксплуатации и обслуживанию реактивных самолётов.
После войны советская военная авиация, и прежде всего реактивная, начала развиваться стремительными темпами, и Борис Захарович вновь почувствовал потребность учиться. В мае 1948 года он поступает в школу лётчиков-испытателей. С мая 1950 года капитан Б. З. Попков — лётчик-испытатель Новосибирского авиационного завода № 153. За время работы на заводе в должности лётчика-испытателя и старшего лётчика-испытателя Борис Захарович участвовал в испытаниях головных образцов сверхзвуковых истребителей МиГ-19 и Су-11, а также серийных реактивных истребителей МиГ-15, МиГ-15УТИ, МиГ-17, Су-9, Як-28П и их модификаций. Неоднократно во время испытательных полётов он попадал в нештатные ситуации, но всегда с честью выходил из любого сложного положения. За мужество и героизм, проявленные при испытании новой авиационной техники, полковнику Попкову Борису Захаровичу указом Президиума Верховного Совета СССР от 21 августа 1964 года было присвоено звание Героя Советского Союза.
В ноябре 1965 года Б. З. Попков был прикомандирован к Министерству авиационной промышленности СССР для выполнения специальных зданий правительства. В 1966 году ему было присвоено звание «Заслуженный лётчик-испытатель СССР». В том же году он был направлен лётчиком-испытателем на авиационный завод № 473 в Киеве (с 1967 года Киевский авиационный завод, с 1974 года — Киевское авиационное производственное объединение имени Артёма). Участвовал в испытаниях турбовинтовых самолётов Ан-24, Ан-26, Ан-30 и их модификаций. С 1976 года полковник Б. З. Попков в запасе, но продолжал работать на Киевском авиационном производственном объединении сначала в должности инженера-конструктора, затем председателя первичной организации ДОСААФ. В 1985 году Борис Захарович вышел на пенсию. Жил в городе-герое Киеве. Скончался 18 января 1987 года. Похоронен на Лукьяновском военном кладбище.

## Награды и звания
- Медаль «Золотая Звезда» (21.08.1964);
- орден Ленина (21.08.1964);
- орден Красного Знамени (1947);
- орден Красной Звезды (1955; ??);
- медали, в том числе:

медаль «За победу над Германией в Великой Отечественной войне 1941—1945 гг.».
- Заслуженный лётчик-испытатель СССР (1966).